# Montgomery Scott
Montgomery Scott, bijnaam Scotty, is een personage in het Star Trekuniversum. De rol van Scotty werd gespeeld door James Doohan (1920 – 2005) en vanaf 2009 door Simon Pegg.
Scotty was hoofdwerktuigkundige aan boord van het sterrenschip USS Enterprise NCC-1701 en stond bekend als "wonderwerker", omdat hij vaak onconventionele oplossingen bedacht voor praktisch elk technisch probleem dat zich aandiende (al hield hij steevast zijn schattingen te hoog aan, zodat het altijd leek dat hij de klus zeer snel klaarde). Scotty werd geboren in Aberdeen, Schotland en sprak met een nogal zwaar Schots accent.
Het karakter Scotty speelde in de televisieserie Star Trek: The Original Series, de eerste zeven Star Trekfilms en een optreden in de Star Trek: The Next Generation aflevering "Relics". Scotty had de rang van Lieutenant Commander (vergelijkbaar met de rang van Lieutenant Commander in de Amerikaanse Marine) gedurende de originele serie. Hij is tot overste gepromoveerd rond de tijd van Star Trek: The Motion Picture en later tot kapitein in Star Trek III: The Search for Spock.
Scotty’s bediening van het transportersysteem aan boord van de Enterprise leidde tot de one-liner Beam me up, Scotty, die later in de Amerikaanse popcultuur zeer beroemd werd. De zin werd in de televisieserie en de films echter nooit exact zo uitgesproken. In de vierde Star Trekfilm werd de uitspraak nog het dichtst benaderd, toen kapitein Kirk zei: "Scotty, beam me up".
De bijnaam Scotty werd in de loop van de tijd ook een soort algemeen cliché voor een hoofdwerktuigkundige in het filmgenre van sciencefictionparodieën, maar ook techneuten in het algemeen.